# Henneckenrode

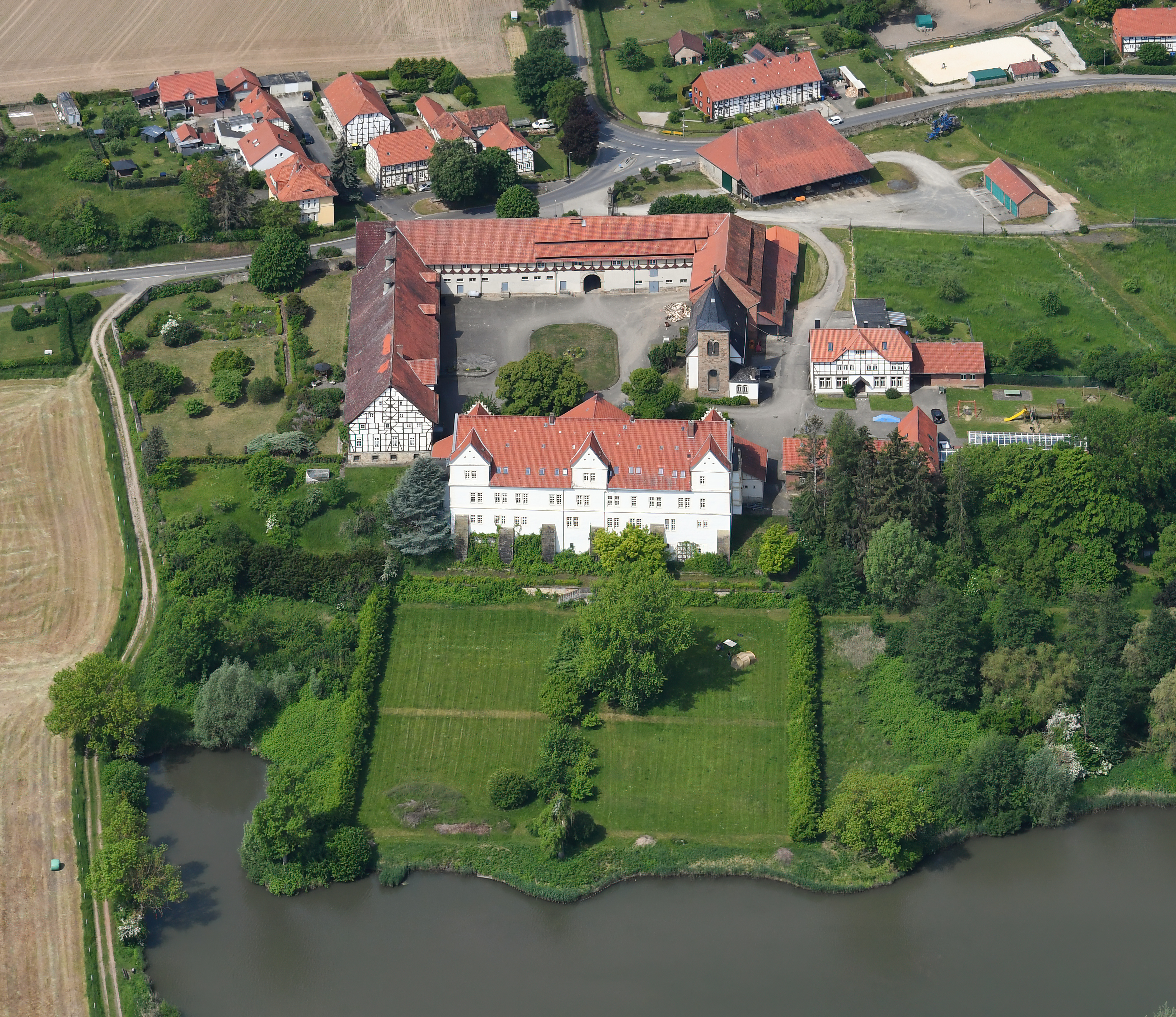
Schloss Henneckenrode

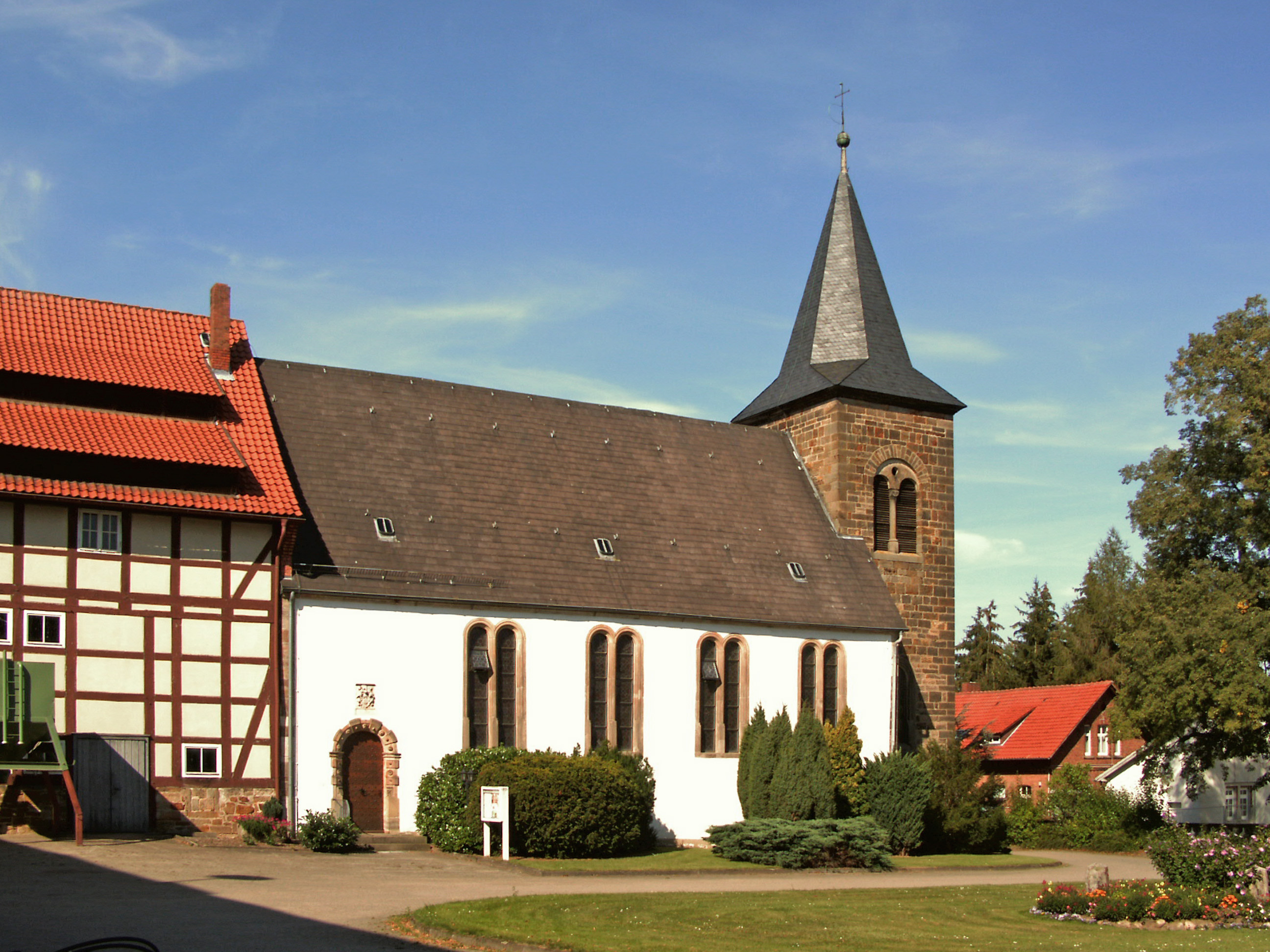
St.-Josephs-Kirche

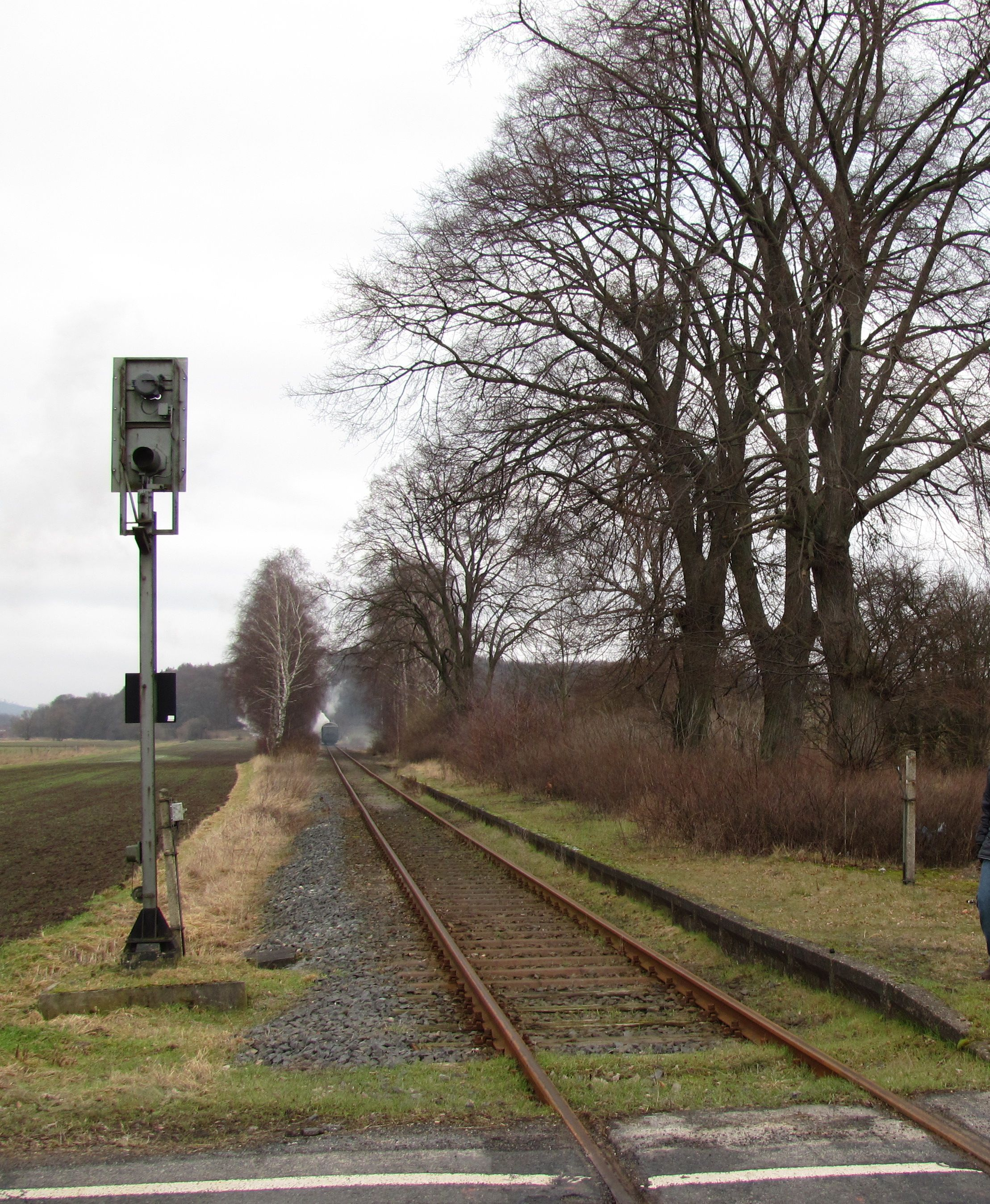
Ehemaliger Eisenbahn-Haltepunkt Wohldenberg bei Henneckenrode

Henneckenrode ist eine Ortschaft der Gemeinde Holle im Landkreis Hildesheim.

## Lage
Die Ortschaft liegt im Harzvorland zwischen der Hildesheimer Börde und Wohldenberg an der L 493.

## Geschichte
Am 1. März 1974 wurde Henneckenrode in die Gemeinde Holle eingegliedert.

## Bauwerke

### Schloss Henneckenrode
Das Schloss geht auf eine Burg des Hochstifts Hildesheim zurück. Das heutige Schlossgebäude wurde 1579 von Heinrich von Saldern im Stil der Weserrenaissance erbaut. 1684 kam es in den Besitz der Grafen von Bocholtz, die es zur Begleichung von Schulden 1820 an Landrentmeister Friedrich Blum abtreten mussten. Dieser verfügte testamentarisch, dass das Schloss in ein Waisenhaus umgewandelt werden sollte (Blum’sche Waisenhausstiftung). Nach Abschluss der Umbauarbeiten wurde die Einrichtung 1838 eröffnet. 1856 wurde sie den Barmherzigen Schwestern übergeben. Bis 2017 wurde im Schloss ein Kinder- und Jugendheim vom Caritasverband der Diözese Hildesheim betrieben. Der landwirtschaftliche Betrieb ist verpachtet.

### St.-Josephs-Kirche
In der Schlossanlage befindet sich als Anbau am dreiseitigen Wirtschaftshof die zur katholischen Pfarrgemeinde St. Hubertus, Wohldenberg gehörende St.-Josephs-Kirche, die aus der Schlosskirche hervorging.

## Verkehr
Henneckenrode liegt in der Nähe der A 7, der A 39, der B 6 und der L 439.